# Velika loža Rusije
Velika loža Rusije (rus. Великая ложа России) je regularna slobodnozidarska velika loža u Rusiji. Osnovana je 1995. godine uz pomoć Nacionalne velike lože Francuske.

## Povijest
Nakon demokratskih promjena koje su uslijedile raspadom komunističkog Sovjetskog Saveza početkom 1990-ih postupno se obnavlja slobodno zidarstvo u Rusiji. Prve četiri lože u Rusiji osnovane su pod pokroviteljstvom Nacionalne velike lože Francuske. Prvo je u Parizu 14. siječnja 1992. godine osnovana Loža "Harmonija" br. 698, da bi već u rujnu prešla u Moskvu. Tijekom 1993. godine osnovane su još tri lože, "Gamujan" u Voronježu, "Astraea" u Sankt-Peterburgu i "Lotus" u Moskvi. Ove četiri lože su 24. lipnja 1995. godine uz pomoć Nacionalne velike lože Francuske osnovale Veliku ložu Rusije. Nakon osnovanja ove velike lože intenzivirao se prelazak članova iz loža koje su radile pod pokroviteljstvom Velikog orijenta Francuske i Velike lože Francuske što je dovelo do zatvaranja gotovo svih francuskih loža u Rusiji.
Do kraja 1999. godine uspostavljeno je u Moskvi još sedam novih loža: "Aurora" (1996.), "Polarna zvijezda" (1997.), "Jupiter" (1997.), "Quatuor Coronati" (1998.), "Sjeverno svjetlo" (1998.), "Bratska ljubav" (1998.) i "A. S. Puškin" (1999).
Do kraja 2005. godine osnovano je još 15 loža. Loža "Tihooceanska obala" br. 12 osnovana je 2000. godine u Vladivostoku. U Jaroslavlju u osnovana Loža "Fjodor Volkov" 2001. godine. U Moskvi je osnovano devet loža: "Orion" (2001.), "Feniks" (2001.), "Izida i Oziris" (2001.), "Ser" (2001.) "Hrabrost" (2002.), "Konstelacija" (2002.), "Prijateljstvo" (2003.), "Bijeli vitez" (2004.) i "Hiramov trokut" (2005.), s tim da su lože "Hrabrost" i "Konstelacija" prešle iz Velike lože Moldavije. Još su osnovane i lože "Alfa i omega" (2002.) u Novosibirsku, "Tri krune" (2002.) u Kalinjingradu i "Sjeverna braća" (2002.) u Murmansku. Loža "Ser" se izdvojila 2002. godine i s drugim armenskim ložama formirala Veliku ložu Armenije te se preselila u Erevan.
Početkom 2001. godine oko 100 članova je napustilo ovu veliku ložu i formiralo Veliku rusku regularnu ložu. Novoformiranoj velikoj loži još će se 2007. godine priključiti tridesetak članova Velike lože Rusije.
U drugoj polovici 2000-ih osnovano je još osam loža. U Moskvi su osnovane tri lože, "Citadela" (2006.), "Francuska" (2009.) i "Savršen dogovor" (2010.). U Voronježu je osnovana Loža "Sveti gral" 2007. godine, jedina koja je radila po Zinnendorfskom obredu, inačici Švedskog obreda, a ugasila se nakon dvije godine. Godine 2008. osnovane su dvije lože, "Akacija" u Sočiju i "Predstraža" u Magnitogorsku. Još su osnovane Loža "Kameni pojas" (2009.) u Ekaterinburgu i Loža "Muza" (2010.) u Sankt-Peterburgu. Loža "Prijateljstvo" se izdvojila 2008. godine i s drugim azerbajdžanskim ložama formirala Nacionalnu veliku ložu Azerbajdžana te se preselila u Bakuu. Godine 2008. dio članstva se izdvojio i formirao Veliku ujedinjenu ložu Rusije, a koja se kasnije priključila ICUGL-u i priznala ju je Velika loža Francuske. Krajem 2010. godine lože "Alfa i omega" i "Bijeli vitez" su prestale s radom.
U prvoj polovici 2010-ih osnovano je 17 novih loža. Godine 2011. godini formirane su tri lože, "Delta" u Krasnodaru, "Fjodor Ušakov" u Saransku i "Klio" u Moskvi. Tijekom ovog razdoblja u Moskvi su osnovane još četiri lože: "Dva orla" (2012.), "Araragat" (2013.), "Giuseppe Garibaldi" (2015.) i "Šipka" (2015.). U drugim ruskim gradovima osnovano je pet loža; "P. P. Demidov" (2013.) u Ekaterinburgu, "Zlatni ključ" (2013.) u Permu, "Gribojedov" (2014.) u Sankt-Peterburgu, "Lubanja i križ" (2014.) u Nižnji Novgorodu i "Bratski lanac" (2014.) u Čeljabinsku. Do kraja 2015. godine iz raznoraznih razloga ugašeno je devet loža: "Tihooceanska obala" u Vladivostoku, "Fjodor Volkov" u Jaroslavlju, "Izida i Oziris" u Moskva, "Sjeverna braća" u Murmansku, "Hrabrost" u Moskvi, "Konstelacija" u Moskvi, "Hiramov trokut" u Moskvi, "Sveti gral" u Voronježu i "Predstraža" u Magnitogorsku.
U Griziji su tijekom 2013. godine osnovane tri lože, "Sveti David Graditelj" i "Sveta Tamara" u Tbilisi te "Leon Veliki" u Suhumi (de facto u Abhaziji). Treća loža u Tbilisiju, "Đuro V. Briljantni", osnovana je dvije godine kasnije. Tri lože u Tbilisiju izdvojile su se 2015. godine i formirale Veliku ložu Gruzije. Godine 2015. u kazahstanskom glavnom gradu Almati osnovana je Loža "Alikhan Bukeikhanov". Sljedeće godine osnivaju se još dvije lože u Almati, "Svjetlo istoka" i "Ujedinjena nomadska braća". U studenom 2016. godine ove tri lože su se izdvojile i formirale Veliku ložu Kazahstana. Dio članova u Almatiju koji nije pristupio Velikoj loži Kazahstana formirao je Loža "Skromnost". Dvije ugašene lože, "Bijeli vitez" i "Alfa i omega" obnovile su svoj rad u bjeloruskom glavnom gradu Minsku, 2015. odnosno 2016. godine.
Do kraja 2019. godine osnovano je još pet loža u Rusiji te jedna u Biškeku, glavnom gradu Kirgistana. U ruskim gradovima su osnovane lože "Concordia" u Rostovu na Donu (2018.), "Izlazećeg sunca" (2019.) u Kazanju, "Prometej" (2019.) u Velikom Novgorodu, "Giancarlo Seri" (2019.) u Samari i "Renesansa" (2019.) u Moskvi. U Biškeku je 2018. godine osnovana Loža "Nur". U prvoj polovici 2020-ih godina osnovano je devet loža. Godine 2020. osnoana je Loža "Hiperion" u Anapi. U 2021. godini formirane su dvije lože, "Svjetlo Sibira" u Novosibirsku i "Antares" u Tjumenju. Godine 2023. uspostavjeno je pet loža, "Crni zmaj" u Blagovješčensku, "Bratstvo Presvetog sakramenta" u Koroljovu, "Sveti gral" u Moskvi, "Ivan Perfilevič Elagin" u Sankt-Peterburgu i "Južni toranj" u Pjatigorsku. Druga loža u Biškeku osnovana je pod nazivom "Put svile".

## Ustroj
Sjedište Velike lože Rusije je u Moskvi.

### Lože
U 2024. godini pod zaštitom ove velike lože radi 49 loža, od toga je 20 u Moskvi, četiri u Sankt-Peterburgu, dvije u Ekaterinburgu, a po jedna se nalazi u Anapi, Blagovješčensku, Velikom Novgorodu, Voronježu, Kazanju, Kalinjingradu, Koroljovu, Krasnodaru, Kursku, Nižnji Novgorodu,  Novosibirsku, Permu, Pjatigorsku, Rostovu na Donu, Samari, Saransku, Tjumenju i Sočiju. Izvan Rusije radi pet loža, dvije u Minsku, Bjelorusija, i dvije u Biškek, Kirgistan, jedna u  Almati, Kazahstan.
Među ložama koje rade pod zaštitom Velike lože Rusije su i:
- Loža "Harmonija" (Ложа "Гармония") br. 1, Moskva – osnovana kao Loge Harmonie Non 698 pod zaštitom Nacionalne velike lože Francuske.
- Ujedinjena loža "Lotos i Bratska ljubav" (Объединенные Ложи "Лотос и Братская Любовь") br. 2/10, Moskva – dvije ujedinjene lože; prva nosi naziv po cvijetu Svinjduša i osnovana je kao Loge Lotier pod zaštitom Nacionalne velike lože Francuske.
- Loža "Astraea" (Ложа "Астрея") br. 3, Sankt-Peterburg – nosi naziv po Astraei, boginji pravde u grčkoj mitologiji; osnovana kao Loge Astrée pod zaštitom Nacionalne velike lože Francuske.
- Loža "Gamujan" (Ложа "Гамаюн") br. 4, Voronjež – nosi naziv po ptici proročici u ruskom folkloru; osnovana kao Loge Gamaïoun pod zaštitom Nacionalne velike lože Francuske.
- Loža "Aurora" (Ложа "Аврора") br. 5, Moskva – nosi naziv po drugom nazivu za polarnu svjetlost; osnovana kao Loge Aurore pod zaštitom Nacionalne velike lože Francuske.
- Loža "Polarna zvijezda" (Ложа "Полярная Звезда") br. 6, Moskva – nosi naziv po sanktpeterburškoj loži utemeljenoj 1906. godine, odnosno po Polarnoj zvijezdi; osnovana 1994. godine pod zaštitom Velikog orijenta Francuske, a izdvojila se od francuza 1997. godine.[1]
- Loža "Quatuor Coronati" (Ложа "Четверо Коронованных") br. 8, Moskva – ova istraživačka loža nosi naziv po najstarijoj istraživačkoj Loži "Quatuor Coronati" br. 2076, osnovanoj 1886. godine pod zaštitom Ujedinjene velike lože Engleske (UGLE).
- Loža "Alfa i omega" (Ложа "Альфа и Омега") br. 23, Minsk – nosi naziv po prvom i posljednjem slovu grčkog alfabeta, Alfa i Omega.
- Loža "Bijeli vitez" (Ложа "Белый Рыцарь") br. 25, Minsk – nosi naziv po bijelom vitezu koji se nalazi na grbu Pahonije.
- Loža "Dva orla" (Ложа "Два Орла") br. 38, Moskva – nosi naziv po mogilevskoj loži osnovanoj 1770. godine.
- Loža "Giuseppe Garibaldi" (Ложа "Джузеппе Гарибальди") br. 49, Moskva – nosi naziv po talijanskom revolucionaru i masonu Giuseppeu Garibaldu.
- Loža "Šipka" (Ложа "Шипка") br. 50, Moskva – nosi naziv po vrhu Šipka na planini Balkan gdje se nalazi spomenik, simbol moderne Bugarske, i radi na bugarskom jeziku.
- Loža "Skromnost" (Ложа "Скромность") br. 52, Almati
- Loža "Nur" (Ложа "Нур") br. 56, Biškek – nosi naziv po islamskom pojmu za svjetlost.
- Loža "Renesansa" (Ложа "Ренессанс"; engl. Renaissance Lodge) br. 59, Moskva – nosi naziv po Renesansi, razdoblju u književnosti i umjetnosti.
- Loža "Put svile" (Ложа "Великий Шелковый Путь") бr. 63, Biškek – nosi naziv po Putu svile.
- Loža "Crni zmaj" (Ложа "Черный Дракон") br. 65, Blagovješčensk – nosi naziv po kineskom nazivu za rijeku Amur.

Lože "Alfa i omega" br. 23 i "Bijeli vitez" br. 25 u Minsku, te Loža "Dva orla" br. 38 u Moskvi čine Kotar "Bjelorusija" Velike lože Rusije (Дистрикт "Беларусь" Великой Ложи России).
U okviru ove velike lože radile su, između ostalih, i:
- Loža "Ser" (Ложа "Сер") br. 18, Mosvka / Erevan – izdvojila se 2002. godine i formirala Veliku ložu Armenije.[4]
- Loža "Prijateljstvo" (Ложа "Дружба") br. 24, Moskva / Baku – izdvojila se 2008. godine i formirala Nacionalnu veliku ložu Azerbajdžana.[5]
- Loža "Sveti gral" (Ложа "Святой грааль") br. 28, Voronjež – nosila naziv po Svetom gralu i jedina je radila po Zinnendorfskom obredu.
- Loža "Sveti David Graditelj" (Ложа "Святой Давид – строитель") br. 39, Tbilisi – nosila naziv po gruzijskom kralju Davidu IV.; izdvojila se 2015. godine i formirala Veliku ložu Gruzije.[6]
- Loža "Leon Veliki" (Ложа "Леон Великий") br. 40, Suhumi.
- Loža "Sveta Tamara" (Ложа "Святая Тамара") br. 41, Tbilisi – nosila naziv po gruzijskoj kraljici Tamari: izdvojila se 2015. godine i formirala Veliku ložu Gruzije.[6]
- Loža "Đuro V. Briljantni" (Ложа "Георгий V Блистательный") br. 48, Tbilisi – nosila naziv po gruzijskom kralju Đuri V.; izdvojila se 2015. godine i formirala Veliku ložu Gruzije.[6]
- Loža "Alikhan Bukeikhanov" (Ложа "Алихан Бокейханов") br. 51, Almati – nosila naziv po kazahskom političaru Alikhanu Bukeikhanovu; izdvojila se 2016. godine i formirala Veliku ložu Kazahstana.[7]
- Loža "Svjetlo istoka" (Ложа "Свет Востока") br. 52, Almati – izdvojila se 2016. godine i formirala Veliku ložu Kazahstana.[7]
- Loža "Ujedinjena nomadska braća" (engl. United Nomadic Brothers Lodge) br. 55, Almati – izdvojila se 2016. godine i formirala Veliku ložu Kazahstana.[7]

Lože "Sveti David Graditelj" br. 39, "Leon Veliki" br. 40 i "Sveta Tamara" br. 41, sve u Gruziji, nakon osnivanja 2013. godine, formirale su Kotar "Kavkaz" Velike lože Rusije (Дистрикт "Кавказ" Великой Ложи России). Kotar je raspušten početkom 2015. godine kada je formirana Velika loža Gruzije.

### Uprava
Velikom ložom Rusije upravlja veliki majstor (rusk. великий мастер) koji se bira na petogodišje razdoblje.  Do 2010. godine birani su na trgodišnje razdoblje. Dosadašnji veliki majstori su:
1. Georgij Dergačev[a] (1995. – 2002.)
2. Dmitrij Denisov[b] (2002. – ?.)[12]
3. Vladimir Džangirjan[c] (?. – 2007.)
4. Andrej Bogdanov[d] (od 2007.)

### Međunarodna suradnja
Velika loža sudjeluje u radu Svjetske konferencije regularnih masonskih velikih loža. Također, potpisala je povelje o prijateljstvu i međusobnom priznavanju s preko 115 regularnih velikih loža.

### Obredi
Velika loža Rusije upravlja simboličkim stupnjevima plave lože (učenik, pomoćnik i majstor) i delegira upravljanje visokim stupnjevima na dodatna tijela i redove. Obredi koji se rade u plavoj loži su:
- Drevni i prihvaćeni škotski obred (samo prva tri stupnja);
- Moderni (francuski) obred (samo prva tri stupnja);
- Emulacijski obred;
- Orijentalni obred (samo prva tri stupnja);

Zinnendorfski obred (samo prva tri stupnja), inačicu Švedskog obreda, radila je jedna loža tijekom 2009. i 2010. godine.

## Pridružena tijela i redovi
Upravljanje visokim masonskim stupnjevima ova velika loža provodi kroz pridružena tijela i redove od kojih svaki predstavlja jedan obred a na temelju potpisanih konkordata.
- Vrhovno vijeće Rusije 33. i posljednjeg stupnja Drevnog i prihvaćenog škotskog obreda (Верховный Совет России 33-го и Последнего Градуса Древнего и Принятого Шотландского Устава) – nadležno za rad Škotskog obreda.[14]
- Suvereno utočište Rusije Drevnog i primitivnog obreda Memfisa-Mizraima (Державное российское святилище Древнего и Изначального Устава Мемфиса-Мицраима) – nadležno za rad Orijentalni red Memfisa-Mizraima.
- Vrhovno vijeće Modernog obreda Rusije (Верховный Совет Нового Устава России) – nadležno za rad Modernog (francuskog) obreda.[15]
- Pridružena tijela i redovi koji imaju svoje jedinice u Rusiji:
  -  Vrhovni veliki kapitel slobodnih zidara kraljevskog luka Engleske – nadležno za rad Svetog kraljevskog luka.[16]